# Manston (Dorset)
Pour les articles homonymes, voir Manston.
Manston est une paroisse civile et un village du Dorset, en Angleterre.